# Jure Radelj
Jure Radelj, slovenski smučarski skakalec, * 26. november 1977, Ljubljana, Slovenija.
Radelj je prvič nastopil v svetovnem pokalu v sezoni 1992/93 na tekmi v Planici, osvojil pa je 56. mesto. Svoje prve točke pa je osvojil s 27. mestom na tekmi Novoletne turneje v Oberstdorfu. V naslednjih sezona je še nekajkrat osvojil točke, najvišje je bil na 21. mestu na tekmi v poletih na Kulmu v 1996/97, na katerem je Primož Peterka kot prvi Slovenec preskočil magično mejo 200 metrov. 
Njegova najboljša sezona je bila sezona 2000/01. Že na začetku sezone se je v finskem Kuopiu na treh tekmah uvrstil med najboljših petnajst. Osvojil je 6., 7., in 12. mesto. Solidno je nastopil tudi na Novoletni turneji, kjer se samo na tekmi v Garmisch-Partenkirchnu ni uvrstil v finalno serijo, najboljši pa je bil v Innsbrucku, ko je osvojil 13. mesto. V nadaljevanju sezone je nastopal zelo konstantno, najvišje pa je bil z 7. mestom v Hakubi. Nastopil je tudi na svetovnem prvenstvu v Lahtiju, kjer je na veliki skakalnici osvojil 21. mesto, na ekipnih preizkušnjah pa ni nastopil v skladu s sezono, saj so Damjan Fras, Primož Zupan Urh in Igor Medved skakali bolje. 
V naslednji sezoni je samo še enkrat osvojil točke, nato pa je sledila tekmovalna kriza, Radelj pa je večinoma nastopal v kontinentalnem pokalu. V svetovnem pokalu ni nastopal vse do sezone 2005/06. Nastopil je na tekmah v Saporu, na prvi tekmi je osvojil 23. mesto, na drugi pa se ni prebil v finalno serijo. Po koncu sezone je zaključil kariero smučarskega skakalca.